# Карповка (Акбулацький район)
Ка́рповка (рос. Карповка) — село у складі Акбулацького району Оренбурзької області, Росія.

## Населення
Населення — 307 осіб (2010; 446 у 2002).
Національний склад (станом на 2002 рік):
- росіяни — 57 %